# AVN Award for Best Girl/Girl Sex Scene
L'AVN Award for Best Girl/Girl Sex Scene è un premio pornografico assegnato alle attrici impegnate in una scena omosessuale votata come migliore dalla AVN, l'ente che assegna gli AVN Awards, riconosciuti come i migliori premi del settore (paragonabile al Premio Oscar).
Come per gli altri premi, viene assegnato nel corso di una cerimonia che si svolge a Las Vegas, solitamente nel mese di gennaio, dal 2009.

## Vincitrici

### Anni 2000
| Anno | Vincitrici            | Titolo                          |
| ---- | --------------------- | ------------------------------- |
| 2009 | Jesse Jane Belladonna | Pirates II: Stagnetti's Revenge |

### Anni 2010
| Anno | Vincitrici                      | Titolo                         |
| ---- | ------------------------------- | ------------------------------ |
| 2010 | Tori Black Lexi Belle           | Field of Schemes 5             |
| 2011 | Monique Alexander Jenna Haze    | Meow!                          |
| 2012 | Dana DeArmond Belladonna        | Belladonna: Sexual Explorer    |
| 2013 | Dani Daniels Sinn Sage          | Dani Daniels Dare              |
| 2014 | Riley Reid Remy LaCroix         | Girl Fever                     |
| 2015 | Gabriella Paltrova Remy LaCroix | Gabi Gets Girls                |
| 2016 | Riley Reid Aidra Fox            | Being Riley                    |
| 2017 | Riley Reid Reena Sky            | Missing: A Lesbian Crime Story |
| 2018 | Katrina Jade Kissa Sins         | I Am Katrina                   |
| 2019 | Abigail Mac Kissa Sins          | Abigail                        |

### Anni 2020
| Anno | Vincitrici                | Titolo                                                    |
| ---- | ------------------------- | --------------------------------------------------------- |
| 2020 | Aidra Fox Kristen Scott   | Teenage Lesbian                                           |
| 2021 | Elsa Jean Emily Willis    | Influence Elsa Jean                                       |
| 2022 | Emily Willis Vanna Bardot | Explicits Acts                                            |
| 2023 | Gianna Dior Vanna Bardot  | Heat Wave                                                 |
| 2024 | Vanna Bardot Liz Jordan   | Punch                                                     |
| 2025 | Octavia Red Blake Blossom | Hot Lesbian Babes Eat Each Other” \| Titwoman vs Titwoman |